# Merothrips floridensis
Merothrips floridensis – gatunek wciornastka z podrzędu pokładełkowych i rodziny Merothripidae.
Gatunek ten opisany został przez J. R. Watsona w 1927 roku.
Samice zwykle bezskrzydłe, rzadziej w pełni uskrzydlone. Ciało jasnobrązowe z ciemniejszą głową. Czułki ośmioczłonowe, przy czym trzeci i czwarty człon z podłużno-owalnym sensorium. Na ciemieniu jedna para długich szczecin ocznych. Przedplecze w obrysie trapezowate, w tylnej części z liniami rzeźby; opatrzone parą długich szczecin tylnokątowych. Trichobotria na dziesiątym tergicie odwłoka większe niż przetchlinki na ósmym.
Samce bezskrzydłe. Na ciemieniu duże pola gruczołowe. U większych osobników przednie odnóża powiększone i opatrzone guzkiem na wewnętrznym wierzchołku goleni. 
M. floridensis podobny jest do M. morgani, który różni się od niego zakrzywionymi liniami rzeźby na środkowej części przedplecza.
Gatunek grzybożerny, rozmnażający się w ściółce, a rzadziej w opadłych gałęziach.
Wciornastek ten wykazany został z Florydy, Georgii, Wirginii, Karoliny Północnej, New Jersey, Nowego Jorku, Kalifornii, Kentucky, Bermudów, Trynidadu, Panamy, Kolumbii, Brazylii, Azorów, Francji, Japonii, Hawajów, Nowej Zelandii oraz Australii.